# Мамедрзаев, Парвиз Музаффар оглы
Mамедрзаев Парвиз Музаффар оглы (род. 13 февраля 1971) — азербайджанский актёр пантомимы. Народный артист Азербайджана (2018).

## Биография
Родился 13 февраля 1971 года. В 1994 году окончил факультет режиссуры театра Азербайджанского государственного института искусств .
В 1998 году обучался в мастерских грузинского режиссёра Роберта Стуруа.
С 1994 года работает в театральной студии пантомимы при Азербайджанском государственном театре юного зрителя. В 2000 году студия получила статус государственного театра.
Играл в спектаклях «Karol xofu» по произведению С. Мрожека, «Kimdir müqəssir?» («Кто виновен?») Абдуррагим-бека Ахвердова, «Nağaraçılar» («Нагаристы»), «Bayraqdarlar» («Знаменосцы») и «Şərqə səyahət» («Путешествие на Восток») Б. Ханзадэ, «Şəngül, Şüngül, Məngül» С. Мусабекова, «Uçuş» («Полёт») Ш. Аттара, «Dulusçu» («Гончар») Узеира Гаджибекова, «Eşq» («Любовь») Уильяма Шекспира.
В марте 2010 года начал независимую деятельность и в мае того же года основал театральную студию «Simsar», которая представила свой первый спектакль «Vaqa» 27 января 2011 года.
С 2013 по 2016 годы работал преподавателем ритма и пластики студии Азербайджанского государственного академического национального драматического театра, одновременно являясь актёром этого театра.
С 2017 года является актёром Азербайджанского государственного музыкального театра.
Также в 2017 году основал и стал художественным руководителем театра «Human», цель которого — протест против роста насилия в современном мире, оскорбления личности, физического и морального насилия, дискриминации по религиозному и половому признаку. Первый спектакль театра «Human» под названием «Üçüncü» по трагикомедии С. Мрожека «Karol» был показан 29 марта 2017 года.
С 2001 года также работает преподавателем на кафедре «Хореографическое искусство и сценическая пластика» Азербайджанского государственного университета культуры и искусств, где преподаёт сценическое движение, сценический бой, фехтование, пластику и пантомиму. Также работает на кафедре «Актёр музыкального театра» данного университета.
Принимал участие в различных фестивалях и семинарах во многих странах мира, в том числе на фестивале «Teatr+Video» в Грузии, Днях азербайджанской культуры в России, юбилейных торжествах, посвящённых 1300-летию эпоса Деде Коркуда во Франции, IV Анкарском Театральном Фестивале (Турция), семинарах Летней академии исполнительских искусств в Болгарии, Международном театральном фестивале «Золотая маска» в Грузии, Первом Международном фестивале пантомимы в Иране, фестивале «VIII Unidram» в Германии, VI Анкарском Театральном Фестивале, Театральном фестивале дружбы в Иране, Экспериментальном театральном фестиваль в Египте.
16 мая 2006 года удостоен звания заслуженного артиста Азербайджана, 1 августа 2018 года — звания народного артиста Азербайджана.

## Фильмография
- «Fatehlərin divanı» — Шаман, исполнитель танца (реж. Р. Гасаноглу)
- «Nigarançılıq» (1998) — слуга Исмихан (реж. Р. Гасаноглу)
- «Dirsə xanın oğlu Buğacın boyu» (2000) — Бугач (реж. Р. Гасаноглу)
- «Salur Qazanın evi talandığı boy» (2001) — Воин (реж. Р. Гасаноглу)
- «Dronqo» (2002) — Парвиз Аджалов (реж. З. Ройзман, Россия)
- «Əbədi ezamiyyət» (2016)
- «Manqurt» (2003) — Рассказчик, Манкурт
- «Oyun» (2003) — Сеид Хусейн (реж. А. Заманов)
- «Fırtına Adamları» (2004) — Кавказский разбойник (Турция)
- «Взлётная полоса» (2004) — Альберт (реж. Р. Асадов)
- «Русский перевод» (2005) — майор Садек (араб) (реж. А. Черняев, Россия)
- «Yalan» (2005) — сержант Мирзаев (реж. Р. Азизбейли)
- «Bəylik dərsi» (2007) — Йел Ахмед (реж. Р. Гасаноглу и Ш. Курбаналиев)
- «Cavid ömrü» (2007) — Актёр (реж. Р. Гасаноглу)
- «Düyün» (2008) — Али (реж. А. Джаббаров)
- "Крепость / Qala (2008) — Осман (реж. Ш. Наджафзаде)
- «Судьба повелителя» (2008) — Фетали шах (реж. Р. Феталиев и Д. Фатхуллин)
- «Qış Fantaziyaları» (Новогодняя телевизионная программа) — Клоун Зыр-Зыр (реж. Р. Гасаноглу)
- «Bir addım» (2009) — Юсиф (реж. Ф. Ахмедов и Н. Багирзаде)
- «Psixiatr» (2009) — Джамиль (реж. Замин Мамедов)
- «Yaddaş» (2010) — Гасан (реж. В. Мустафаев)
- «Biz qalamiziq» — Мамед (реж. З. Каралов)
- «Не бойся, я с тобой! 1919» (2013) — Гоча Самир (реж. Ю. Гусман)
- «Qaranlıqlar çiçəyi» (2011) — Хусейн (реж. М. Улухан)
- «Посол зари» (2012) — Ханбаба (реж. Р. Гасаноглу)
- «Dərvişin qeydləri» (2013) — Дервиш Абдулла (реж. Э. Гулиев)
- «Aydın» (2013) — Джевдет (реж. Х. Э. Токяй)
- «100 kağız» (2015) — Мулла (реж. Ш. Закизаде)
- «Əli və Nino» (2015) — Гоча (реж. А. Кападия)
- «Qırmızı bağ» (2016) — Монтер (реж. М. Селимли)
- «Однажды в Шеки» (2017) — Рустам (реж. О. Байрамов)[2]
- «Qul» (2018) — Рустам (реж. Э. Мирзев)
- «Yeniçəri» (2019) — губернатор Трабзона (реж. И. Шурховецкий)
- «Quyu» (2021) — Человек (реж. Р. Керимзаде)
- «Şeyx Sənan» (2022) — Платон (реж. Х. Абдуллазаде и Э. Элханлы)
- «Тагиев: Нефть» (2024) — Тагиев (реж. Заур Гасымлы)[3]

## Роли на театральной сцене

### Азербайджанский государственный театр пантомимы
- «Nağaraçılar» — дерзкий ученик, учитель
- «Kvaksafon» — хромая лягушка
- «Şərqə səyahət» — живописец, первый самурай, страж
- «Gəldim ki, olam ğəmin hərifi» — Меджнун
- «Karol» — внук
- «Şəngül, Şüngül, Məngül» — волк
- «Kimdir müqəssir» — Махмуд
- «Uçuş» — первый Салиг
- «Dulusçu» — мастер
- «Çevrə» — молодёжь
- «Eşq» — главный герой

### Театр «Human»
- «Üçüncü» — дед

## Награды
- Заслуженный артист Азербайджана (16 мая 2006)[4]
- Народный артист Азербайджана (1 августа 2018)[1]